# Nazario
Nazario ist ein männlicher Vorname.

## Herkunft und Bedeutung
Nazario ist die italienische und spanische Form des spät-lateinischen Namens Nazarius mit der Bedeutung „aus Nazareth“.

## Namensträger
- Nazario Escoto (†), nicaraguanischer Rechtsanwalt und Politiker, Präsident 1855
- Nazario Moreno González (1970–2014), mexikanischer Drogenbaron
- Nazario Sauro (1880–1916), italienischer Marineoffizier und Irredentist

### Familienname
- Juan Nazario (* 1963), puerto-ricanischer Boxer
- Lelo Nazário (* 1956), brasilianischer Pianist, Arrangeur und Komponist
- Naydi Nazario (* 1956), puerto-ricanische Leichtathletin